# New Beginning (Band-Maid)
New Beginning è il secondo album in studio del gruppo musicale femminile giapponese Band-Maid, pubblicato nel 2015.

## Tracce
1. Thrill – 4:04 (testo: Kentaro Akutsu – musica: Akutsu)
2. Freezer – 3:15 (testo: Daria Kawashima – musica: Atsushi Yamaguchi)
3. Real Existence – 4:11 (testo: Miwa Sasaki – musica: Koji Goto (ck 510))
4. Price of Pride – 3:27 (testo: Shiniki Yamashita – musica: Ososhi Izumida)
5. Arcadia Girl – 4:04 (testo: Yamashita – musica: Masazumi Ozawa)
6. Don't Apply the Brake – 3:19 (testo: Kawashima – musica: Yamaguchi)
7. Beauty and the Beast – 3:03 (testo: Kawashima – musica: Hiroki Kawazoe)
8. Don't Let Me Down – 3:19 (testo: Akihito Tokunaga – musica: Tokunaga)
9. Shake That!! – 4:05 (testo: Akutsu – musica: Akutsu)

## Formazione
- Saiki Atsumi – voce
- Miku Kobato – chitarra, voce (7)
- Kanami Tōno – chitarra
- Misa – basso
- Akane Hirose – batteria